# Constance Titus
Constance Sutton Titus (Pass Christian, 14 agosto 1873 – Bronxville, 24 agosto 1967) è stato un canottiere statunitense.
Titus partecipò ai Giochi olimpici di Saint Louis 1904 con la squadra Atalanta Boat Club nella gara di singolo, in cui conquistò la medaglia di bronzo.

## Palmarès
In carriera ha conseguito i seguenti risultati:
- Giochi olimpici

St. Louis 1904: bronzo nel singolo maschile.